# Saison 1933-1934 des Sénateurs d'Ottawa
Autres saisons
Saison précédente
La saison 1933-1934 de hockey sur glace est la quarante-neuvième à laquelle participent les Sénateurs d'Ottawa.

## Biographie
En 1934, les Sénateurs d'Ottawa déménagent à Saint-Louis pour devenir les Eagles.

## Classement

### Division Canadienne
|                        | PJ | V  | D  | N  | BP  | BC  | Pts |
| ---------------------- | -- | -- | -- | -- | --- | --- | --- |
| Maple Leafs de Toronto | 48 | 26 | 13 | 9  | 174 | 119 | 61  |
| Canadiens de Montréal  | 48 | 22 | 20 | 6  | 99  | 101 | 50  |
| Maroons de Montréal    | 48 | 19 | 18 | 11 | 117 | 122 | 49  |
| Americans de New York  | 48 | 15 | 23 | 10 | 104 | 132 | 40  |
| Sénateurs d'Ottawa     | 48 | 13 | 29 | 6  | 115 | 143 | 32  |

#### Division Américaine
|                       | PJ | V  | D  | N  | BP  | BC  | Pts |
| --------------------- | -- | -- | -- | -- | --- | --- | --- |
| Red Wings de Détroit  | 48 | 24 | 14 | 10 | 113 | 98  | 58  |
| Blackhawks de Chicago | 48 | 20 | 17 | 11 | 88  | 83  | 51  |
| Rangers de New York   | 48 | 21 | 19 | 8  | 120 | 113 | 50  |
| Bruins de Boston      | 48 | 18 | 25 | 5  | 111 | 130 | 41  |

## Meilleurs pointeurs
| Nom                | PJ | B  | A  | Pts | Pun |
| ------------------ | -- | -- | -- | --- | --- |
| Earl Roche         | 45 | 13 | 16 | 29  | 22  |
| Gerry Shannon      | 48 | 11 | 15 | 26  | 26  |
| Max Kaminsky       | 38 | 9  | 17 | 26  | 14  |
| Des Roche          | 46 | 14 | 10 | 24  | 22  |
| Carl Voss          | 40 | 7  | 13 | 23  | 10  |
| Syd Howe           | 42 | 13 | 7  | 20  | 18  |
| Bill Touhey        | 46 | 12 | 8  | 20  | 21  |
| Frank Finnigan     | 48 | 10 | 10 | 20  | 10  |
| Nick Wasnie        | 37 | 11 | 6  | 17  | 10  |
| Flash Hollett      | 30 | 7  | 4  | 11  | 21  |
| Al Shields         | 47 | 4  | 7  | 11  | 44  |
| Albert Leduc       | 32 | 1  | 3  | 4   | 34  |
| Ted Saunders       | 18 | 1  | 3  | 4   | 4   |
| Danny Cox          | 29 | 0  | 4  | 4   | 0   |
| Walter Kalbfleisch | 22 | 0  | 4  | 4   | 20  |
| Cooney Weiland     | 9  | 2  | 0  | 2   | 4   |
| Ralph Bowman       | 46 | 0  | 2  | 2   | 64  |
| Bud Cook           | 18 | 1  | 0  | 1   | 8   |
| Bill Beveridge     | 48 | 0  | 0  | 0   | 0   |
| Percy Galbraith    | 2  | 0  | 0  | 0   | 0   |
| Bert McInenly      | 2  | 0  | 0  | 0   | 0   |

## Saison régulière

### Novembre
| No | Date        | Visiteur              | Score | Domicile               | Fiche | Pts |
| -- | ----------- | --------------------- | ----- | ---------------------- | ----- | --- |
| 1  | 11 novembre | Canadiens de Montréal | 0-2   | Sénateurs d'Ottawa     | 1-0-0 | 2   |
| 2  | 14 novembre | Maroons de Montréal   | 2-4   | Sénateurs d'Ottawa     | 2-0-0 | 4   |
| 3  | 16 novembre | Blackhawks de Chicago | 2-1   | Sénateurs d'Ottawa     | 2-1-0 | 4   |
| 4  | 18 novembre | Sénateurs d'Ottawa    | 1-4   | Maple Leafs de Toronto | 2-2-0 | 4   |
| 5  | 19 novembre | Sénateurs d'Ottawa    | 1-2   | Blackhawks de Chicago  | 2-3-0 | 4   |
| 6  | 21 novembre | Red Wings de Détroit  | 3-2   | Sénateurs d'Ottawa     | 2-4-0 | 4   |
| 7  | 23 novembre | Sénateurs d'Ottawa    | 0-1   | Canadiens de Montréal  | 2-5-0 | 4   |
| 8  | 25 novembre | Americans de New York | 3-2   | Sénateurs d'Ottawa     | 2-6-0 | 4   |
| 9  | 28 novembre | Sénateurs d'Ottawa    | 1-2   | Bruins de Boston       | 2-7-0 | 4   |
| 10 | 30 novembre | Bruins de Boston      | 1-2   | Sénateurs d'Ottawa     | 3-7-0 | 6   |

### Décembre
| No | Date        | Visiteur               | Score | Domicile              | Fiche | Pts |
| -- | ----------- | ---------------------- | ----- | --------------------- | ----- | --- |
| 11 | 7 décembre  | Maple Leafs de Toronto | 1-4   | Sénateurs d'Ottawa    | 4-7-0 | 8   |
| 12 | 10 décembre | Sénateurs d'Ottawa     | 5-2   | Americans de New York | 5-7-0 | 10  |
| 13 | 12 décembre | Canadiens de Montréal  | 1-1   | Sénateurs d'Ottawa    | 5-7-1 | 11  |
| 14 | 14 décembre | Rangers de New York    | 4-3   | Sénateurs d'Ottawa    | 5-8-1 | 11  |
| 15 | 16 décembre | Sénateurs d'Ottawa     | 2-3   | Maroons de Montréal   | 5-9-1 | 11  |
| 16 | 19 décembre | Blackhawks de Chicago  | 2-2   | Sénateurs d'Ottawa    | 5-9-2 | 12  |
| 17 | 21 décembre | Sénateurs d'Ottawa     | 0-0   | Rangers de New York   | 5-9-3 | 13  |
| 18 | 25 décembre | Sénateurs d'Ottawa     | 6-3   | Red Wings de Détroit  | 6-9-3 | 15  |
| 19 | 28 décembre | Sénateurs d'Ottawa     | 2-2   | Blackhawks de Chicago | 6-9-4 | 16  |

### Janvier
| No | Date       | Visiteur               | Score | Domicile               | Fiche  | Pts |
| -- | ---------- | ---------------------- | ----- | ---------------------- | ------ | --- |
| 20 | 2 janvier  | Sénateurs d'Ottawa     | 2-4   | Americans de New York  | 6-10-4 | 16  |
| 21 | 4 janvier  | Bruins de Boston       | 2-9   | Sénateurs d'Ottawa     | 7-10-4 | 18  |
| 22 | 6 janvier  | Sénateurs d'Ottawa     | 3-7   | Maple Leafs de Toronto | 7-11-4 | 18  |
| 23 | 7 janvier  | Sénateurs d'Ottawa     | 0-2   | Red Wings de Détroit   | 7-12-4 | 18  |
| 24 | 11 janvier | Rangers de New York    | 5-3   | Sénateurs d'Ottawa     | 7-13-4 | 18  |
| 25 | 13 janvier | Sénateurs d'Ottawa     | 0-0   | Canadiens de Montréal  | 7-13-5 | 19  |
| 26 | 16 janvier | Maple Leafs de Toronto | 7-4   | Sénateurs d'Ottawa     | 7-14-5 | 19  |
| 27 | 20 janvier | Red Wings de Détroit   | 4-5   | Sénateurs d'Ottawa     | 8-14-5 | 21  |
| 28 | 23 janvier | Sénateurs d'Ottawa     | 2-5   | Rangers de New York    | 8-15-5 | 21  |
| 29 | 25 janvier | Rangers de New York    | 6-3   | Sénateurs d'Ottawa     | 8-16-5 | 21  |
| 30 | 30 janvier | Blackhawks de Chicago  | 2-0   | Sénateurs d'Ottawa     | 8-17-5 | 21  |

### Février
| No | Date        | Visiteur              | Score | Domicile               | Fiche   | Pts |
| -- | ----------- | --------------------- | ----- | ---------------------- | ------- | --- |
| 31 | 1er février | Maroons de Montréal   | 3-1   | Sénateurs d'Ottawa     | 8-18-5  | 21  |
| 32 | 3 février   | Sénateurs d'Ottawa    | 4-8   | Maple Leafs de Toronto | 8-19-5  | 21  |
| 33 | 6 février   | Sénateurs d'Ottawa    | 2-6   | Maroons de Montréal    | 8-20-5  | 21  |
| 34 | 10 février  | Red Wings de Détroit  | 3-0   | Sénateurs d'Ottawa     | 8-21-5  | 21  |
| 35 | 13 février  | Americans de New York | 2-3   | Sénateurs d'Ottawa     | 9-21-5  | 23  |
| 36 | 15 février  | Sénateurs d'Ottawa    | 2-5   | Blackhawks de Chicago  | 9-22-5  | 23  |
| 37 | 18 février  | Sénateurs d'Ottawa    | 1-2   | Red Wings de Détroit   | 9-23-5  | 23  |
| 38 | 20 février  | Maroons de Montréal   | 6-2   | Sénateurs d'Ottawa     | 9-24-5  | 23  |
| 39 | 22 février  | Sénateurs d'Ottawa    | 3-1   | Bruins de Boston       | 10-24-5 | 25  |
| 40 | 24 février  | Bruins de Boston      | 4-9   | Sénateurs d'Ottawa     | 11-24-5 | 27  |
| 41 | 27 février  | Canadiens de Montréal | 3-1   | Sénateurs d'Ottawa     | 11-25-5 | 27  |

### Mars
| No | Date    | Visiteur               | Score | Domicile              | Fiche   | Pts |
| -- | ------- | ---------------------- | ----- | --------------------- | ------- | --- |
| 42 | 4 mars  | Sénateurs d'Ottawa     | 0-3   | Americans de New York | 11-26-5 | 27  |
| 43 | 6 mars  | Sénateurs d'Ottawa     | 5-4   | Rangers de New York   | 12-26-5 | 29  |
| 44 | 8 mars  | Maple Leafs de Toronto | 1-3   | Sénateurs d'Ottawa    | 13-26-5 | 31  |
| 45 | 10 mars | Sénateurs d'Ottawa     | 2-3   | Canadiens de Montréal | 13-27-5 | 31  |
| 46 | 13 mars | Sénateurs d'Ottawa     | 1-2   | Bruins de Boston      | 13-28-5 | 31  |
| 47 | 15 mars | Americans de New York  | 3-2   | Sénateurs d'Ottawa    | 13-29-5 | 31  |
| 48 | 17 mars | Sénateurs d'Ottawa     | 2-2   | Maroons de Montréal   | 13-29-6 | 32  |